# Мартыненко, Владимир Владимирович
Влади́мир Влади́мирович Мартыненко (родился 24 марта 1957, Киев, Украина) — российский социолог, политолог и экономист. Доктор политических наук (2002, диссертация «Бюджетно-финансовый потенциал политического процесса в современной России»), профессор; главный научный сотрудник Федерального государственного бюджетного учреждения науки Института социально-политических исследований РАН (ИСПИ РАН).
Основное направление научной деятельности — экономическая социология, социология политики, исследование социально-структурирующего значения денежно-кредитных отношений, а также критический анализ марксизма и проблем вульгаризации либеральных теорий.

## Основные научные результаты
- исследованы противоречия и проведена ревизия научного знания в области политической философии и социологии политики в контексте современных социально-политических реалий, выявлены концептуальные пробелы теорий социального развития; разработана новая социальная онтология, эпистемология и методология изучения государства и гражданского общества, политической идентификации исторических форм социума и перспектив социальной эволюции;
- созданы новые междисциплинарные направления научных исследований — социология денежной политики и «денежной власти», политическая социология денежно-кредитных отношений и банковской деятельности; разработана теория кредитной природы формирования правовых отношений в обществе, концепция денег как категории социального права; раскрыто социально-политическое значение демонополизации денежной эмиссии;
- разработана концепция социального страхования как базового компонента системы социальных функций государства по снижению риска социального распада, расширению социально значимых кредитных отношений и обеспечению сбалансированного социально-экономического развития общества.

## Основные работы
В монографиях «Социология денежно-финансовых отношений» (2004) и «Неизвестная политика банка России» (2004) впервые представлен принципиально новый подход к анализу сущностных характеристик денег и эволюции денежных форм, предложена новая социально обусловленная концепция денежной политики и обеспечения стабильности денежно-кредитной системы. Сформулированы и теоретически обоснованы конкретные меры по трансформации роли и места денежной власти в общей системе разделения властей как предпосылки развития гражданского общества и преодоления внутренних противоречий демократического устройства государства.
В монографии «Неизвестная политика Банка России» (2004) проведен комплексный анализ целей и методов денежно-кредитной политики, осуществлявшейся в России с начала 1990-х годов, её социально-экономических и политических последствий. Критике подвергнута деятельность и идеология Центрального банка и Правительства РФ в денежной сфере, включая вопросы формирования эффективной банковской системы, проблемы взаимодействия центрального банка и коммерческих банков. Автор предлагает принципиально иную концепцию осуществления денежной эмиссии, которая предполагает отказ от какого-либо обеспечения для денежной эмиссии центрального банка. Наоборот, объёмы денежной эмиссии центрального банка должны сами служить обеспечением (в рамках механизма рефинансирования и системы страхования депозитов) кредитно-денежной эмиссии коммерческих банков. Денежная эмиссия центрального банка должна быть направлена на обеспечение исполнение текущих денежных обязательств коммерческих банков перед кредиторами и вкладчиками.
Важным этапом в научно-исследовательской деятельности являются опубликованные в монографии «Идеология против экономики» (2005) результаты разработки методологии выявления социальных индикаторов, характеризующих процесс трансформации политики властных структур из социально востребованной в экономически неоправданную. Данный процесс ведет к утрате политической системой внутренних ресурсов и возможностей своего обновления.
Крупным научным трудом является монография «Кальдера государственной власти» (2005), в которой исследованы сущность и двойственная роль государства, внутренние закономерности и противоречия данной категории; представлены методы оценки принимаемых государственной властью общественно значимых решений, степени их соответствия объективным потребностям и возможностям сбалансированного социально-экономического развития. Эта монография представляет собой фундаментальное исследование теоретических и практических проблем взаимодействия политического и гражданского общества, включая политико-экономические и социальные аспекты финансовых и денежно-кредитных отношений; в ней представлены концепции и практические рекомендации по оптимизации функций исполнительной, законодательной, судебной, а также «денежной» власти. Особое место в монографии уделяется анализу внутренних противоречий марксистской теории.
Дальнейшее развитие указанные концепции и обоснование предложенных рекомендаций получили в последующих научных статьях, а также монографиях: «Социальная эпистемология и политика» (2008), «Социальная матрица политического знания» (2008), «Гражданское общество: от политических спекуляций и идеологического тумана к социальному знанию и осознанному выбору» (2008). В указанных монографиях подробно определено содержание новых междисциплинарных направлений социальных исследований и обоснована необходимость их углубленного научного развития. Раскрыта теория кредитной природы формирования социальных прав и системы социального страхования, социального смысла денежной власти и денежной эмиссии. Представлено новое, социально обусловленное прочтение денег как категории, характеризующей процесс формирования в обществе прав и обязанностей социальных субъектов. Выявлено социально-политическое значение исторической эволюции денежных форм, определено содержание, уточнены цели и методы осуществления социальной политики и стратегии социального страхования, их роль в системном обеспечении сбалансированного социально-экономического развития и предотвращении риска социального распада. Объяснены причины социально-политических трансформаций концепции гражданского общества, обстоятельства возрождения научного и практического интереса к проблематике гражданского общества настоящее время.
В контексте решения концептуальных проблем политологии и социологии особая научная значимость принадлежит монографии «Наступающая политология. Основы и особенности политической науки» (2010). В данной работе произведена оценка теоретического наследия в области политической философии, социологии политики, политической экономии и социологии; определены основные направления и методология междисциплинарных исследований политики.